# Wijken en buurten in Voorst
De Nederlandse gemeente Voorst is voor statistische doeleinden onderverdeeld in wijken en buurten. De gemeente is verdeeld in de volgende statistische wijken:
- Wijk 00 Voorst (CBS-wijkcode:028500)
- Wijk 01 Twello-Nijbroek (CBS-wijkcode:028501)
- Wijk 02 Klarenbeek-Teuge (CBS-wijkcode:028502)
- Wijk 03 Wilp (CBS-wijkcode:028503)

Een statistische wijk kan bestaan uit meerdere buurten. Onderstaande tabel geeft de buurtindeling met kentallen volgens het Centraal Bureau voor de Statistiek (2019):
| CBS-buurtcode | Buurtnaam                                      | Inwonertal | Opp. totaal (ha) | Opp. land (ha) | Ligging                |
| ------------- | ---------------------------------------------- | ---------- | ---------------- | -------------- | ---------------------- |
| BU02850000    | Voorst                                         | 1500       | 74               | 74             | Locatie in de gemeente |
| BU02850001    | Bussloo                                        | 85         | 16               | 16             | Locatie in de gemeente |
| BU02850002    | Gietelo                                        | 215        | 72               | 71             | Locatie in de gemeente |
| BU02850005    | Verspreide huizen Voorst en Wilpse Klei        | 410        | 281              | 280            | Locatie in de gemeente |
| BU02850006    | Verspreide huizen Gietelo-Bussloo              | 110        | 442              | 428            | Locatie in de gemeente |
| BU02850007    | Verspreide huizen langs de IJssel Voorsterklei | 90         | 928              | 858            | Locatie in de gemeente |
| BU02850008    | Verspreide huizen Appensche Veld               | 50         | 567              | 510            | Locatie in de gemeente |
| BU02850009    | Verspreide huizen Akkerbouwgebied Noord-Empe   | 295        | 515              | 513            | Locatie in de gemeente |
| BU02850100    | Twello-Midden                                  | 5355       | 198              | 198            | Locatie in de gemeente |
| BU02850101    | Twello-Zuid                                    | 4085       | 128              | 128            | Locatie in de gemeente |
| BU02850102    | Twello-Noord                                   | 2015       | 165              | 165            | Locatie in de gemeente |
| BU02850103    | Terwolde                                       | 1105       | 107              | 105            | Locatie in de gemeente |
| BU02850104    | Nijbroek                                       | 155        | 10               | 10             | Locatie in de gemeente |
| BU02850105    | Verspreide huizen Twello-Zuid                  | 1740       | 1035             | 1028           | Locatie in de gemeente |
| BU02850106    | Steenenkamer                                   | 290        | 35               | 35             | Locatie in de gemeente |
| BU02850107    | Verspreide huizen Twello-Noord                 | 275        | 580              | 577            | Locatie in de gemeente |
| BU02850108    | Verspreide huizen Nijbroek                     | 740        | 2008             | 1982           | Locatie in de gemeente |
| BU02850109    | Verspreide huizen op de oeverwal Terwolde      | 605        | 800              | 755            | Locatie in de gemeente |
| BU02850200    | Klarenbeek (gedeeltelijk)                      | 840        | 108              | 104            | Locatie in de gemeente |
| BU02850201    | Teuge                                          | 395        | 56               | 56             | Locatie in de gemeente |
| BU02850202    | Wilp-Achterhoek                                | 140        | 11               | 11             | Locatie in de gemeente |
| BU02850203    | De Vecht                                       | 180        | 17               | 17             | Locatie in de gemeente |
| BU02850205    | Verspreide huizen De Vecht De Pol en omgeving  | 340        | 616              | 610            | Locatie in de gemeente |
| BU02850206    | Verspreide huizen Teuge                        | 430        | 742              | 739            | Locatie in de gemeente |
| BU02850207    | Verspreide huizen Wilp-Achterhoek              | 350        | 600              | 600            | Locatie in de gemeente |
| BU02850208    | Verspreide huizen Klarenbeek-Noord             | 400        | 685              | 685            | Locatie in de gemeente |
| BU02850209    | Verspreide huizen Klarenbeek-Zuid              | 235        | 502              | 501            | Locatie in de gemeente |
| BU02850300    | Wilp                                           | 970        | 52               | 52             | Locatie in de gemeente |
| BU02850301    | Posterenk                                      | 280        | 13               | 13             | Locatie in de gemeente |
| BU02850308    | Verspreide huizen Wilp en Posterenk            | 620        | 577              | 543            | Locatie in de gemeente |
| BU02850309    | Verspreide huizen op de Wilpse Klei            | 80         | 712              | 643            | Locatie in de gemeente |